# Stanisław Gilewicz

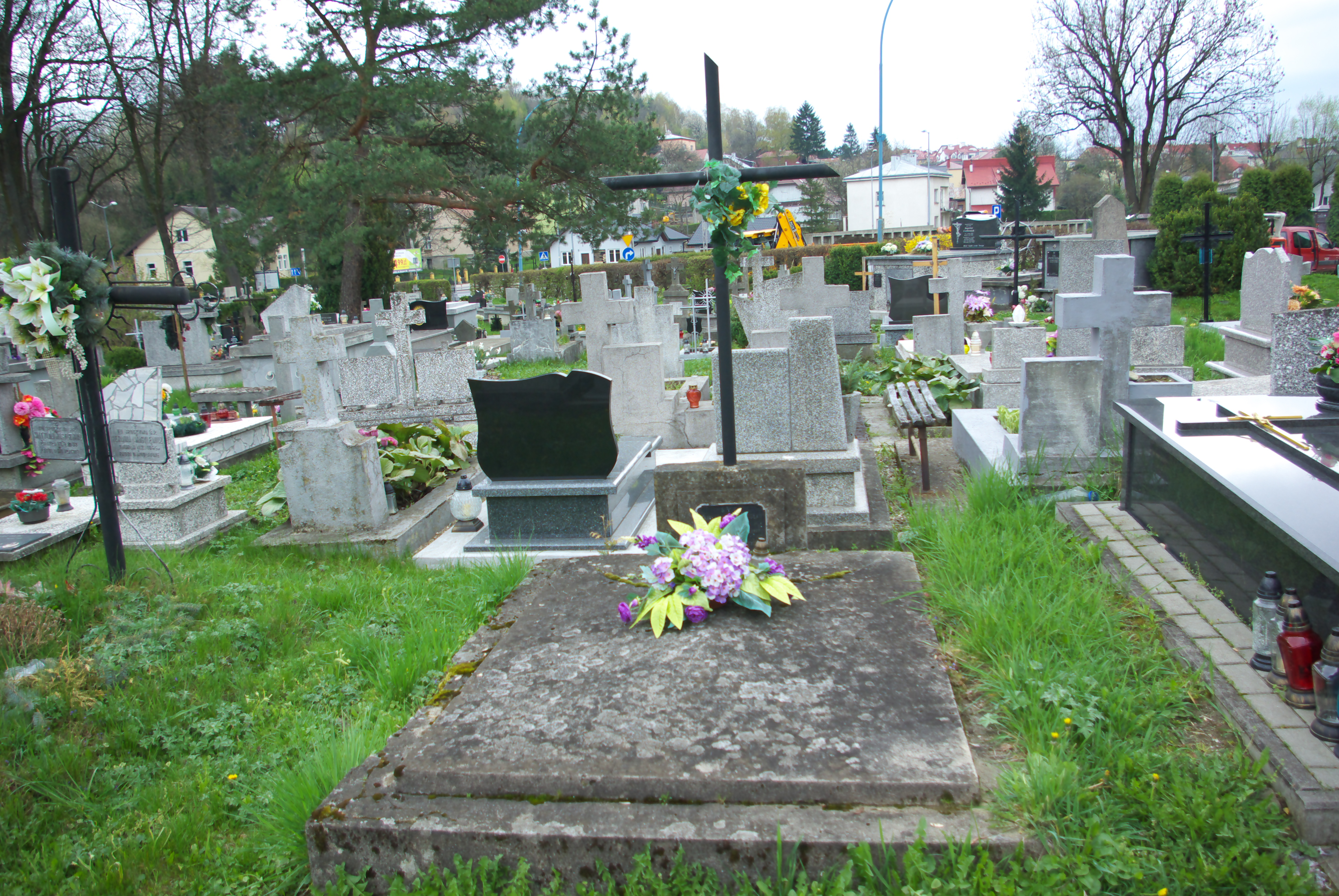
Nagrobek Stanisława i Stanisławy Gilewiczów w Sanoku

Stanisław Romuald Gilewicz herbu Kotwicz (ur. 13 listopada 1869 w Cieszanowie, zm. 29 marca 1943 w Sanoku) – tytularny pułkownik lekarz Wojska Polskiego, lekarz dentysta z tytułem doktora.

## Życiorys
W 1890 ukończył C.K. IV Gimnazjum we Lwowie. Ukończył studia medyczne uzyskując tytuł naukowy doktora i dyplom lekarza w 1897.
Był oficerem lekarzem c. i k. armii. Pełnił funkcję lekarza pułkowego w Sanoku (1911). Był członkiem oddziału Towarzystwa Lekarzy Galicyjskich w Sanoku. W czasie I wojny światowej był lekarzem Komendy Okręgu Uzupełnień Sanok, a jego oddziałem macierzystym był c. i k. 45 pułk piechoty. 1 marca 1915 roku został awansowany na stopień lekarza sztabowego (niem. Stabsarzt), który odpowiadał stopniowi majora.
Po odzyskaniu przez Polskę niepodległości dekretem Naczelnego Wodza Józefa Piłsudskiego z 6 lutego 1919 został przyjęty do Wojska Polskiego i zatwierdzony w randze podpułkownika lekarza. 24 czerwca 1920 roku został zatwierdzony z dniem 1 kwietnia 1920 roku w stopniu podpułkownika, w korpusie lekarskim, w grupie oficerów byłej armii austro-węgierskiej. Był wówczas dowódcą Szpitala Wojskowego Przemyśl Zasanie. 1 czerwca 1921 roku pełnił służbę w Szpitalu Wojskowym w Żurawicy, a jego oddziałem macierzystym była Kompania Zapasowa Sanitarna Nr 1. Z dniem 1 kwietnia 1922 roku został przeniesiony w stan spoczynku, jako inwalida, z prawem noszenia munduru. 26 października 1923 roku Prezydent RP Stanisław Wojciechowski zatwierdził go w stopniu tytularnego pułkownika. W latach 20. XX wieku mieszkał w Lesku, a w 1928 roku w Sanoku). W 1934 roku pozostawał w ewidencji Powiatowej Komendy Uzupełnień Sanok. Posiadał przydział mobilizacyjny do Kadry Zapasowej 10 Szpitala Okręgowego w Przemyślu.
Na przełomie lat 20./30. był lekarzem dentystą w Sanoku. Był członkiem Lwowskiej Izby Lekarskiej. Pod koniec lat 30. był lekarzem szkolnym w Gimnazjum i Liceum Ogólnokształcącym im. Królowej Zofii w Sanoku.
Stanisław Gilewicz zmarł 29 marca 1943 w Sanoku podczas II wojny światowej.
Jego żoną była Stanisława z domu Soswińska (zm. 9 kwietnia 1941). Oboje zostali pochowani we wspólnym grobowcu na cmentarzu przy ul. Jana Matejki w Sanoku.
Dziećmi Stanisława i Stanisławy Gilewiczów byli:
- Adam Stanisław Julian (1902–1964), który poślubił Wandę (1909–1973), córkę Mariana Kawskiego[23][24], a ich wnuczka Jolanta Gilewicz (ur. 1935) została żoną Władysława Woltera (ur. 1930), fizyka, syna prof. Władysława Woltera;
- Jadwiga Maria Stanisława (ur. 1903 w Jaworowie), która w 1929 poślubiła Jana Pohorskiego[21].

## Ordery i odznaczenia
- Złoty Krzyż Zasługi (7 czerwca 1939)[25]
- Krzyż Kawalerski Orderu Franciszka Józefa z dekoracją wojenną (Austro-Węgry, 1915)[26]
- Brązowy Medal Jubileuszowy Pamiątkowy dla Sił Zbrojnych i Żandarmerii (Austro-Węgry)
- Krzyż Jubileuszowy Wojskowy (Austro-Węgry)
- Krzyż Pamiątkowy Mobilizacji 1912–1913 (Austro-Węgry)